# 12-Stunden-Rennen von Sebring 1953

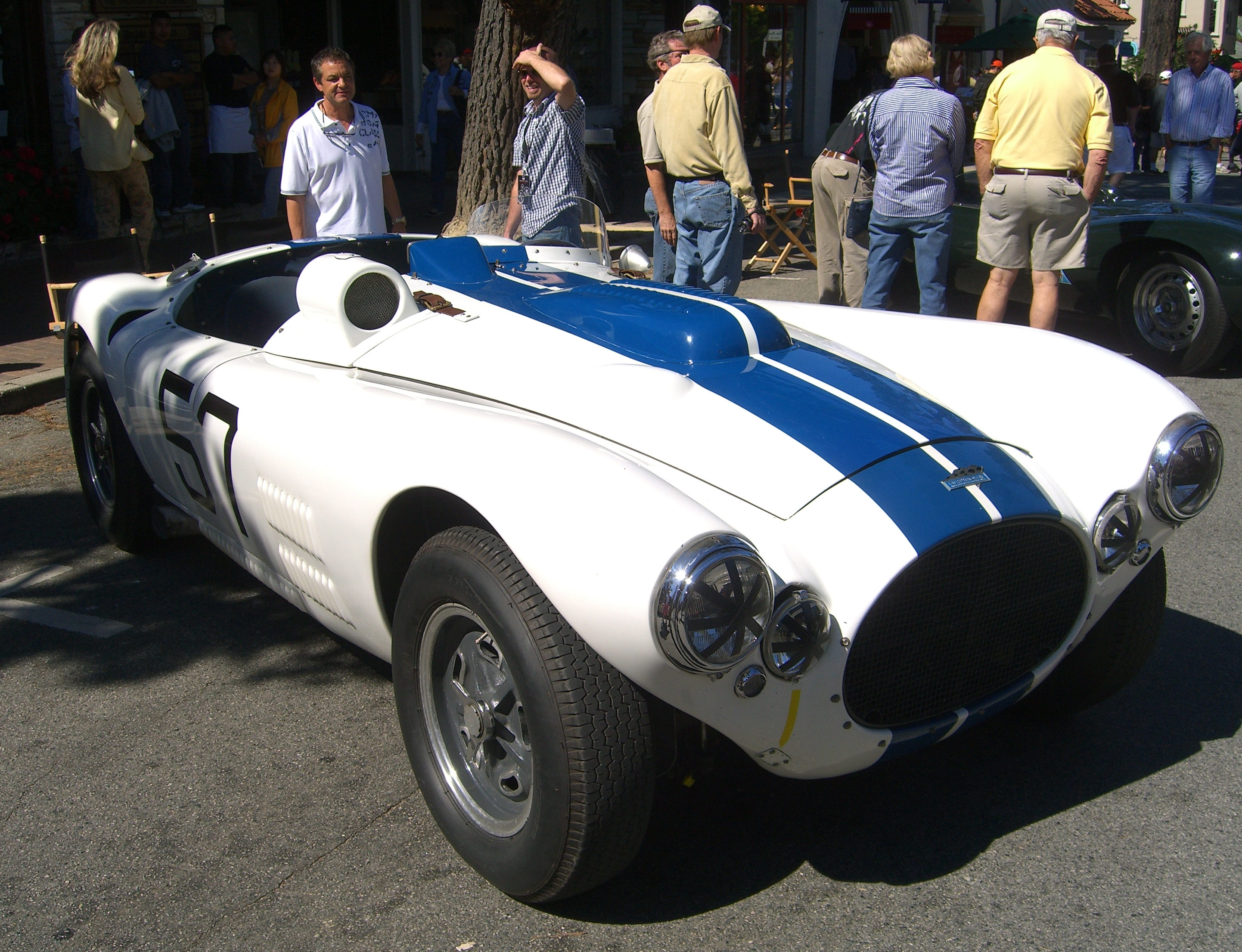
Cunningham C4-R; Siegerwagen von Phil Walters und John Fitch

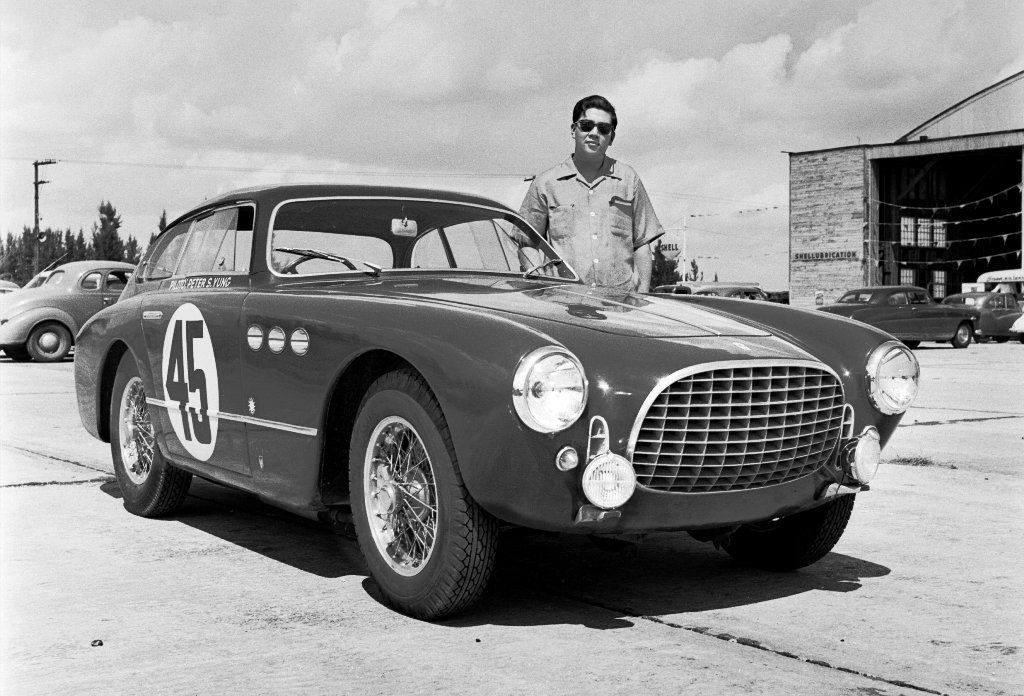
Der Ferrari 225S der Yung-Brüder

Das zweite  12-Stunden-Rennen von Sebring, auch Grand Prix, 12 Hours of Sebring, Sebring, fand am 8. März 1953 auf dem Sebring International Raceway statt und war der erste Wertungslauf in der Geschichte der Sportwagen-Weltmeisterschaft.

## Das Rennen
Im Frühjahr 1953 fällte die FIA mit der Einführung der Weltmeisterschaft für Sportwagen eine weitreichende Entscheidung, um erstens die Vielzahl der Rennen unter ein Rennsystem zu stellen und zweitens ein Gegengewicht zur Weltmeisterschaft der Formel-1-Fahrzeuge zu schaffen. Während die Weltmeisterschaft der Monoposti stets den siegreichen Piloten ehrte, sollte dieses neu geschaffene Championat ausdrücklich die Marke auszeichnen.
Das erste Rennen der Saison war das 12-Stunden-Rennen von Sebring. Nur wenige europäische Rennteams kamen nach Florida. Aston Martin brachte zwei DB3 und den jungen aufstrebenden Piloten Peter Collins an die Rennstrecke. Für die beiden US-Amerikaner Phil Hill und Masten Gregory war dieses Rennen der erste große internationale Auftritt. Der Sieg ging an deren Landsleute Phil Walters und John Fitch, die auf einem Cunningham C4-R einen neuen Distanzrekord aufstellten.

## Ergebnisse

### Schlussklassement
| 1               | E 8.0 | 57  | Briggs Cunningham      | Phil Walters John Fitch               | Cunningham C4-R          | 173 |
| 2               | S 3.0 | 30  | Aston Martin Ltd.      | George Abecassis Reginald Parnell     | Aston Martin DB3         | 172 |
| 3               | S 5.0 | 74  | Art Feuerbacher        | Sherwood Johnston Bob Wilder          | Jaguar C-Type            | 162 |
| 4               | S 5.0 | 311 | David Hirsch           | Bob Gegen Harry Grey                  | Jaguar C-Type            | 155 |
| 5               | S 1.5 | 59  | Briggs Cunningham      | Briggs Cunningham Bill Lloyd          | OSCA MT4 1350            | 153 |
| 6               | S 2.0 | 49  | E. P. Lunken           | Ed Lunken Charles Hassan              | Ferrari 166MM            | 153 |
| 7               | S 5.0 | 38  | Jack Pry Ltd.          | Charles Wallace Chuck Sarle           | Jaguar XK 120            | 151 |
| 8               | S 3.0 | 45  | Peter S. Young         | Peter Yung Robert Yung                | Ferrari 225S             | 148 |
| 9               | S 1.1 | 91  | James Simpson          | James Simpson George Colby            | OSCA MT4 1100            | 146 |
| 10              | S 5.0 | 28  | J. Kaplan              | Jake Kaplan Russ Boss                 | Jaguar XK 120M           | 144 |
| 11              | S 750 | 10  | Hobart Cook            | René Bonnet Wade Morehouse            | DB HBR                   | 143 |
| 12              | S 5.0 | 18  | Walt Hansgen           | Walt Hansgen Donald McKnought         | Jaguar XK 120            | 142 |
| 13              | S 1.5 | 4   | Deutsch-Bonnet         | David Ash Frank Ahrens                | MG Spezial               | 135 |
| 14              | S 2.0 | 50  | Wojciech Kloaczkowski  | Philip Smyth Bob Said                 | Frazer Nash Mille Miglia | 134 |
| 15              | S 1.5 | 53  | James Shields          | James Shields Bob McKinsey            | MG TD                    | 132 |
| 16              | S 1.5 | 42  | William Wellenberg jr. | William Wellenberg jr. William Wonder | MG TD                    | 132 |
| 17              | S 5.0 | 29  | Fred Dagaver           | Fred Dagaver Al Garz                  | Jaguar XK 120            | 132 |
| 18              | S 1.5 | 42  | Paul Hessler           | Harry Beck Paul Devaney               | Siata 300BC              | 132 |
| 19              | S 1.5 | 44  | Fred F. Allen          | Fred Allen Robert Longworth           | MG Spezial               | 127 |
| 20              | S 750 | 56  | Thomas Scatchard       | Thomas Scatchard Harry Wessells       | Siata 300BC              | 132 |
| 21              | S 1.1 | 27  | Robert T. Keller       | Paul Farago Lou Torco                 | Siata 300BC Hardtop      | 123 |
| 22              | S 750 | 111 | George F. Schrafft     | George Schrafft Jim Hamlett           | Palm Beach Spezial       | 119 |
| 23              | S 3.0 | 55  | Mike Rothschild        | Mike Rothschild Jack Nile             | Morgan Plus 4            | 119 |
| 24              | S 1.5 | 42  | Jack Burkhard          | Arnold Stubbs Jack McAfee             | Allard J2                | 116 |
| 25              | S 1.5 | 6   | Rees T. Makins         | Rees Makins Frank Bott                | OSCA MT4 1100            | 115 |
| 26              | S 5.0 | 15  | Jack Shepperd          | George Huntoon Phil Stiles            | Jaguar C-Type            | 114 |
| 27              | S 2.0 | 64  | Walter von Schoenfeld  | Walter von Schoenfeld René Soulas     | Maserati A6GCS           | 110 |
| 28              | S 1.5 | 14  | Alan Patterson         | Alan Patterson Hubert Brundage        | MG Spezial               | 99  |
| 29              | S 5.0 | 16  | George E. Tilp         | Randolph Pearsall Morris Carroll      | Jaguar XK 120            | 94  |
| 30              | S 5.0 | 51  | Walter S. Gray         | Walter Gray Dale Duncan               | Allard J2                | 94  |
| 31              | S 1.1 | 37  | Jack Pry Ltd.          | Stephen Spitler Roger Wing            | Morris Minor             | 93  |
| 32              | S 1.1 | 11  | Paul Ceresole          | Paul Ceresole Logan Hill              | Cisitalia Spider         | 88  |
| 33              | S 3.0 | 2   | Brooks Stevens         | Hal Ullrich Dick Irish                | Excalibur J              | 86  |
| 34              | S 5.0 | 23  | Charles M. Schott      | Charles Schott John van Driel         | Excalibur J              | 63  |
| Disqualifiziert |       |     |                        |                                       |                          |     |
| 35              | S 3.0 | 24  | Hobart Cook            | Hobart Cook André Moynet              | DB HBR                   | 130 |
| 36              | S 2.0 | 48  | Fritz Koster           | Fritz Koster Jorge Daponte            | Maserati A6GCS           | 15  |
| Ausgefallen     |       |     |                        |                                       |                          |     |
| 37              | S.3 0 | 5   | Jim Kimberly           | Jim Kimberly Marshall Lewis           | Ferrari 225S             | 95  |
| 38              | S 1.5 | 60  | Dickson Yates          | William Kinchloe Dickson Yates        | MG TD                    |     |
| 39              | S 1.5 | 80  | Richard Toland         | Richard Toland Howard Hanna           | Porsche 356              |     |
| 40              | S 2.0 | 62  | Ray Leibensperger      | Ray Leibensperger Howard Class        | MG Spezial               | 78  |
| 41              | S 750 | 39  | Speedcraft Enterprises | William Eager Otto Linton             | Siata Amica Spezial      | 63  |
| 42              | S 3.0 | 8   | William Spear          | Bill Spear Phil Hill                  | Ferrari 225S             | 56  |
| 43              | S 5.0 | 19  | Austin L. Conley       | Norman Christianson Austin Conley     | Jaguar XK 120            | 56  |
| 44              | S 3.0 | 31  | Aston Martin Ltd.      | Peter Collins Geoffrey Duke           | Aston Martin DB3         | 52  |
| 45              | S 8.0 | 98  | Erwin Goldschmidt      | Erwin Goldschmidt Paul O’Shea         | Healey Silverstone       | 45  |
| 46              | S 1.5 | 33  | René Bonnet            | Bernard Cahier Miles Collier          | DB HBR                   | 37  |
| 47              | S 2.0 | 58  | Briggs Cunningham      | Charles Moran John Gordon Bennett     | Frazer Nash Targa Florio | 28  |
| 48              | S 750 | 26  | Ralph Deshon           | Ealph Deshon Don Quackenbush          | Crosley Spezial          | 25  |
| 49              | S 5.0 | 66  | Paul Ramos             | Paul Ramos Tony Cumming               | Allard J2X               | 20  |
| 50              | S 8.0 | 46  | Masten Gregory         | Masten Gregory Tom Newcomer           | Allard J2X               | 16  |
| 51              | S 8.0 | 97  | Mark B. Deitsch        | Bob Said Beau Clarke                  | Allard J2X               | 9   |
| 52              | S 3.0 | 3   | Brooks Stevens         | Ralph Knudson Jim Feld                | Excalibur J              | 4   |
| 53              | S 1.0 | 1   | Stuart Donaldson       | Tony Bonadies George Rice             | Frazer Nash Le Mans MK2  | 2   |
| 54              | S 2.0 | 9   | Stuart Donaldson       | Johnnie Rogers Russ Klar              | Frazer Nash Le Mans      | 2   |
| Nicht gestartet |       |     |                        |                                       |                          |     |
| 55              | S 750 | 70  | George Sanderson       | George Sanderson N. J. Coscoros       | Crosley Hot Shot         | 1   |
| 56              | S 1.5 | 21  | Larry Kulok            | Larry Kulok Harry Grey                | Porsche 356 1500 Super   | 2   |
| 57              | S 1.1 | 41  | Randolph Pearsall      | Randolph Pearsall William Eager       | Cisitalia Spider         | 3   |
| 58              | S 5.0 | 65  | Bill Lloyd             | Bill Lloyd Tom Cole                   | Ferrari 340 America      | 4   |
| 59              | S 5.0 | 75  | Cameron Argetsinger    | Cameron Argetsinger Miles Collier     | Jaguar XK120             | 5   |

1 Motorschaden im Training
2 Getriebeschaden im Training
3 Motorschaden im Training
4 Motorschaden im Training
5 Motorschaden im Training

### Nur in der Meldeliste
Hier finden sich Teams, Fahrer und Fahrzeuge, die ursprünglich für das Rennen gemeldet waren, aber aus den unterschiedlichsten Gründen daran nicht teilnahmen.
| Pos. | Klasse | Nr. | Team                  | Fahrer                                | Chassis                  |
| ---- | ------ | --- | --------------------- | ------------------------------------- | ------------------------ |
| 60   | S 5.0  | 5   | Jim Kimberly          | Jim Kimberly Marshall Lewis           | Ferrari 340 America      |
| 61   | S 2.0  | 7   | Robert Grier          | Robert Grier René Dreyfus             | Frazer Nash Mille Miglia |
| 62   | S 1.5  | 8   | Bill Spear            | Bill Spear Ritter von Kreidner        | OSCA MT4                 |
| 63   | S 2.0  | 10  | Hubert Brundage       | Hubert Brundage Ira Brundage          | VW Aero Roadster         |
| 64   | S 5.0  | 12  | Dick Thompson         | Dick Thompson William Kinchloe        | Hash-Healey Series 25    |
| 65   | S 750  | 20  | Charles Hassan        | Charles Hassan Beau Clarke            | Bandini                  |
| 66   | S 5.0  | 22  | Cameron Argetsinger   | Cameron Argetsinger                   | Jaguar C-Type            |
| 67   | S 3.0  | 34  | Amédée Gordini        | Robert Manzon Jean Lucas              | Gordini T15S             |
| 68   | S 1.5  | 40  | Robert Bird           | Kasimir Krag-Kraczkiewicz Robert Bird | MG TD                    |
| 69   | S 5.0  | 43  | David Haber           | David Haber                           | Jaguar XK120M            |
| 70   | S 1.5  | 46  | Frank O‘Hare          | Frank O‘Hare                          | MG TC                    |
| 71   | S 1.5  | 47  | Antonio Pompeo        | Antonio Pompeo Franco Bornigia        | Siata                    |
| 72   | S 1.5  | 50  | Wojciech Kolaczkowski | Phil Smyth Wojciech Kolaczkowski      | Porsche 356              |
| 73   | S 1.5  | 52  | Jack Morton           | Jack Morton Al Trager                 | HRG                      |
| 74   | S 1.5  | 54  | George Moffett        | George Moffett Steve Lansing          | OSCA MT4                 |
| 75   | S 8.0  | 58  | Briggs Cunningham     | John Fitch Phil Walters               | Cunningham C4-R          |
| 76   | S 8.0  | 62  | George Harris         | George Harris Lester Smalley          | Allard J2                |
| 77   | S 1.5  | 65  | Bill Lloyd            | Bill Lloyd George Weaver              | Lester                   |
| 78   | S 1.5  | 77  | William Vaughan       | William Vaughan Gus Ehrman            | Singer SM1500            |
| 79   | S 1.5  | 78  | William Vaughan       | William Vaughan                       | Singer SM1500            |
| 80   | S 1.5  | 89  | Martin Block          | Martin Block Peter Block              | MG TD                    |
| 81   | S 8.0  | 98  | Erwin Goldschmidt     | Erwin Goldschmidt Paul O‘Shea         | Allard J2                |

### Klassensieger
| Klasse                       | Fahrer            | Fahrer           | Fahrzeug         | Platzierung im Gesamtklassement |
| ---------------------------- | ----------------- | ---------------- | ---------------- | ------------------------------- |
| Sportwagen von 5001–8000 cm³ | Phil Walters      | John Fitch       | Cunningham C4-R  | Gesamtsieg                      |
| Sportwagen von 3001–5000 cm³ | Sherwood Johnston | Bob Wilder       | Jaguar C-Type    | Rang 3                          |
| Sportwagen von 2001–3000 cm³ | Reginald Parnell  | George Abecassis | Aston Martin DB3 | Rang 2                          |
| Sportwagen von 1501–2000 cm³ | Ed Lunken         | Charles Haasan   | Ferrari 166MM    | Rang 6                          |
| Sportwagen von 1101–1500 cm³ | Briggs Cunningham | Bill Lloyd       | Osca MT4 1350    | Rang 5                          |
| Sportwagen von 751–1100 cm³  | James Simpson     | George Colby     | Osca MT4 1100    | Rang 9                          |
| Sportwagen unter 750 cm³     | René Bonnet       | Wade Morehouse   | DB HBR           | Rang 11                         |

### Renndaten
- Gemeldet: 81
- Gestartet: 54
- Gewertet: 34
- Rennklassen: 7
- Zuschauer: unbekannt
- Wetter am Renntag: kalt und wolkig, aber trocken
- Streckenlänge: 8,369 km
- Fahrzeit des Siegerteams: 12:00:00,000 Stunden
- Gesamtrunden des Siegerteams: 173
- Gesamtdistanz des Siegerteams: 1447,766 km
- Siegerschnitt: 120,540 km/h
- Pole-Position: unbekannt
- Schnellste Rennrunde: John Fitch - Cunningham C4-R (#57)
- Rennserie: 1. Lauf zur Sportwagen-Weltmeisterschaft 1953